# 349407 Stefaniafoglia
349407 Stefaniafoglia este o planetă minoră (asteroid) din centura de asteroizi. A fost descoperită pe 29 decembrie 2007 la  de . 
Obiectul prezintă o orbită caracterizată de o semiaxă mare de 3,1875081128432 UAi, o excentricitate de 0,17941303717271, o înclinație de 15,892048415566 ° în raport cu ecliptica.